# UFC格斗之夜122
UFC格斗之夜：比斯平对盖斯特鲁姆（UFC Fight Night: Bisping vs. Gastelum）是终极格斗冠军赛（UFC）主办的一场综合格斗赛事，于2017年11月25日在中国上海梅赛德斯-奔驰文化中心举行。这是UFC赛事第四次在中国举办（前三次皆在澳门），也是首次登陆中国内地。
最初UFC公布的头条主赛为安德森·席尔瓦对阵凯文·盖斯特鲁姆。但席尔瓦最后未能通过药检而被迫退出，UFC宣布由迈克尔·比斯平顶替席尔瓦出战。